# Al Horford
Alfred „Al“ Joel Horford Reynoso (* 3. Juni 1986 in Puerto Plata) ist ein dominikanischer Basketballspieler, der zurzeit bei den Boston Celtics in der nordamerikanischen Profiliga NBA unter Vertrag steht. Zuvor war er für die Oklahoma City Thunder und längere Zeit für die Atlanta Hawks aktiv. Horford war in seiner Karriere bisher unter anderem fünfmaliger NBA All-Star.
Horfords Vater Alfredo „Tito“ Horford spielte drei Spielzeiten in der NBA. Er war zudem auch der erste Dominikaner, der in der NBA spielte.

## NBA-Karriere

### Atlanta Hawks (2007–2016)

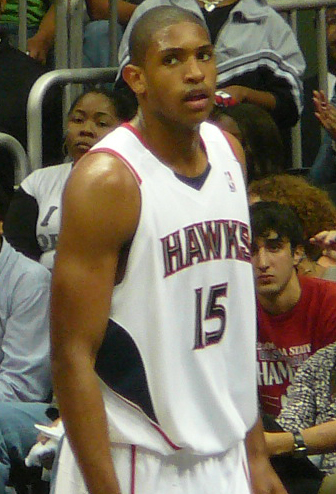
Horford bei den Atlanta Hawks, 2008

Horford wurde im NBA-Draft 2007 an dritter Stelle gepickt. Zuvor spielte er für die Florida Gators der University of Florida und gewann mit ihnen zweimal die NCAA Division I Basketball Championship.
Horford konnte in seiner Debütsaison 2007/08 durchschnittlich 10,1 Punkte und 9,7 Rebounds pro Spiel erzielen. Für diese Leistung wurde er in das NBA All-Rookie First Team berufen. Trotz seiner für diese Position verhältnismäßig geringen Körpergröße von 2,08 m entwickelte sich Horford zu einem der besten Centerspieler der Liga. 2010 gelang ihm der Durchbruch und er wurde für das NBA All-Star Game nominiert. 2011 folgte eine weitere All-Star Nominierung, sowie eine Berufung in das NBA-All Third Team.
Aufgrund einer Verletzung des Brustmuskels, absolvierte Horford 2011/12 nur 11 Spiele. In der darauffolgenden Saison zeigte er jedoch in 74 Spielen mit 17,4 Punkten und 10,2 Rebounds Karrierebestwerte. Im Dezember 2013 erlitt Horford nach 29 Spielen erneut eine Brustmuskelverletzung, weswegen er den Rest der Saison ausfiel. Zur Saison 2014/15 kehrte er wieder zurück und absolvierte 76 Spiele für die Hawks. Mit Atlanta stellte er die beste Bilanz in der Eastern Conference auf und erreichte das Conference-Finale, zudem wurde Horford zum dritten Mal in das NBA All-Star Game eingeladen. Auch die Saison 2015/16 verlief für Horford erfolgreich. Er erreichte mit den Hawks erneut die Playoffs, wo man jedoch im Conference-Halbfinale ausschied.

### Boston Celtics (2016–2019)
Im Sommer 2016 wechselte Horford als Free Agent zu den Boston Celtics. Bei den Celtics war Horford eine wichtige Stütze für Trainer Brad Stevens und sein Team. Er wurde 2017 und 2018 zum NBA All-Star Game eingeladen und erreichte in beiden Jahren auch die NBA-Playoffs mit den Celtics.

### Philadelphia 76ers (2019–2020)
Im Sommer 2019 unterschrieb Horford einen mit 97 Millionen US-Dollar, plus 12 Millionen US-Dollar Bonus, dotierten 4-Jahres-Vertrag bei den Philadelphia 76ers.

### Oklahoma City Thunder (2020–2021)
In der Off-Season 2020 (durch coronabedingte Verzögerungen war diese im Herbst) wurde Horford mit den Rechten an Théo Maledon (34. Pick 2020) und Vasilije Micić (52. Pick 2014), sowie einem leicht geschützten Erstrunden-Pick im Austausch für Danny Green, Terrance Ferguson und Vincent Poirier zu den Oklahoma City Thunder getradet.

### Boston Celtics (seit 2021)
Am 18. Juni 2021 wurde bekanntgegeben, dass Horford zusammen mit Moses Brown und einem Zweitrundenpick im NBA-Draft 2023 in Austausch für Kemba Walker, den 16. Pick im NBA-Draft 2021 und einem Zweitrundenpick im NBA-Draft 2025 zu den Boston Celtics transferiert wurde.

## NBA-Statistiken

### Reguläre Saison
| Saison   | Team          | GP   | GS   | MPG  | FG % | 3P %  | FT %  | RPG  | APG | SPG | BPG | PPG  |
| -------- | ------------- | ---- | ---- | ---- | ---- | ----- | ----- | ---- | --- | --- | --- | ---- |
| 2007–08  | Atlanta       | 81   | 77   | 31.4 | .499 | —     | .731  | 9.7  | 1.5 | 0.7 | 0.9 | 10.1 |
| 2008–09  | Atlanta       | 67   | 67   | 33.5 | .525 | —     | .727  | 9.3  | 2.4 | 0.8 | 1.4 | 11.5 |
| 2009–10  | Atlanta       | 81   | 81   | 35.1 | .551 | 1.000 | .789  | 9.9  | 2.3 | 0.7 | 1.1 | 14.2 |
| 2010–11  | Atlanta       | 77   | 77   | 35.1 | .557 | .500  | .798  | 9.3  | 3.5 | 0.8 | 1.0 | 15.3 |
| 2011–12  | Atlanta       | 11   | 11   | 31.6 | .553 | —     | .733  | 7.0  | 2.2 | 0.9 | 1.3 | 12.4 |
| 2012–13  | Atlanta       | 74   | 74   | 37.2 | .543 | .500  | .644  | 10.2 | 3.2 | 1.1 | 1.1 | 17.4 |
| 2013–14  | Atlanta       | 29   | 29   | 33.0 | .567 | .364  | .571  | 8.4  | 2.6 | 0.9 | 1.5 | 18.6 |
| 2014–15  | Atlanta       | 76   | 76   | 30.5 | .538 | .306  | .759  | 7.2  | 3.2 | 0.9 | 1.3 | 15.2 |
| 2015–16  | Atlanta       | 82   | 82   | 32.1 | .505 | .344  | .798  | 7.3  | 3.2 | 0.8 | 1.5 | 15.2 |
| 2016–17  | Boston        | 68   | 68   | 32.3 | .473 | .355  | .800  | 6.8  | 5.0 | 0.8 | 1.3 | 14.0 |
| 2017–18  | Boston        | 72   | 72   | 31.6 | .489 | .429  | .783  | 7.4  | 4.7 | 0.6 | 1.1 | 12.9 |
| 2018–19  | Boston        | 68   | 68   | 29.0 | .535 | .360  | .821  | 6.7  | 4.2 | 0.9 | 1.3 | 13.6 |
| 2019–20  | Philadelphia  | 67   | 61   | 30.2 | .450 | .350  | .763  | 6.8  | 4.0 | 0.8 | 0.9 | 11.9 |
| 2020–21  | Oklahoma City | 28   | 28   | 27.9 | .450 | .368  | .818  | 6.7  | 3.4 | 0.9 | 0.9 | 14.2 |
| 2021–22  | Boston        | 69   | 69   | 29.1 | .467 | .336  | .842  | 7.7  | 3.4 | 0.7 | 1.3 | 10.2 |
| 2022–23  | Boston        | 63   | 63   | 30.5 | .476 | .446  | .714  | 6.2  | 3.0 | 0.5 | 1.0 | 9.8  |
| 2023–24  | Boston        | 65   | 33   | 26.8 | .511 | .419  | .867  | 6.4  | 2.6 | 0.6 | 1.0 | 8.6  |
| 2024–25  | Boston        | 60   | 42   | 27.7 | .423 | .363  | .895  | 6.2  | 2.1 | 0.6 | 0.9 | 9.0  |
| Gesamt   | Gesamt        | 1138 | 1078 | 31.6 | .509 | .377  | .763  | 7.9  | 3.2 | 0.8 | 1.1 | 12.9 |
| All-Star | All-Star      | 5    | 0    | 12.0 | .667 | .200  | 1.000 | 4.4  | 1.6 | 0.4 | 0.4 | 6.2  |

### Play-offs
| Saison  | Team         | GP  | GS  | MPG  | FG % | 3P %  | FT % | RPG  | APG | SPG | BPG | PPG  |
| ------- | ------------ | --- | --- | ---- | ---- | ----- | ---- | ---- | --- | --- | --- | ---- |
| 2007–08 | Atlanta      | 7   | 7   | 39.6 | .472 | —     | .741 | 10.4 | 3.6 | 0.4 | 1.0 | 12.6 |
| 2008–09 | Atlanta      | 9   | 9   | 28.0 | .424 | —     | .667 | 5.8  | 2.0 | 0.7 | 0.7 | 6.9  |
| 2009–10 | Atlanta      | 11  | 11  | 35.3 | .523 | 1.000 | .839 | 9.0  | 1.8 | 0.7 | 1.7 | 14.6 |
| 2010–11 | Atlanta      | 12  | 12  | 39.0 | .423 | —     | .769 | 9.6  | 3.5 | 0.4 | 1.0 | 11.3 |
| 2011–12 | Atlanta      | 3   | 2   | 36.0 | .588 | —     | .750 | 8.3  | 2.7 | 1.3 | 1.3 | 15.3 |
| 2012–13 | Atlanta      | 6   | 6   | 36.3 | .494 | —     | .667 | 8.8  | 3.0 | 1.0 | 0.8 | 16.7 |
| 2014–15 | Atlanta      | 16  | 16  | 32.6 | .507 | .222  | .750 | 8.6  | 3.7 | 0.8 | 1.4 | 14.4 |
| 2015–16 | Atlanta      | 10  | 10  | 32.7 | .466 | .393  | .938 | 6.5  | 3.0 | 1.2 | 2.4 | 13.4 |
| 2016–17 | Boston       | 18  | 18  | 33.9 | .584 | .519  | .759 | 6.6  | 5.4 | 0.8 | 0.8 | 15.1 |
| 2017–18 | Boston       | 19  | 19  | 35.7 | .544 | .349  | .827 | 8.3  | 3.3 | 1.0 | 1.2 | 15.7 |
| 2018–19 | Boston       | 9   | 9   | 34.4 | .418 | .409  | .833 | 9.0  | 4.4 | 0.4 | 0.8 | 13.9 |
| 2019–20 | Philadelphia | 4   | 3   | 32.3 | .480 | —     | .571 | 7.3  | 2.3 | 0.3 | 1.3 | 7.0  |
| 2021–22 | Boston       | 23  | 23  | 35.4 | .523 | .480  | .778 | 9.3  | 3.3 | 0.8 | 1.3 | 12.0 |
| 2022–23 | Boston       | 20  | 20  | 30.9 | .386 | .298  | .750 | 7.2  | 3.0 | 1.1 | 1.7 | 6.7  |
| 2023–24 | Boston       | 19  | 15  | 30.3 | .478 | .368  | .636 | 7.0  | 2.1 | 0.8 | 0.8 | 9.2  |
| 2024–25 | Boston       | 11  | 9   | 31.6 | .472 | .400  | .857 | 6.0  | 1.8 | 0.6 | 1.3 | 8.0  |
| Gesamt  | Gesamt       | 197 | 189 | 33.7 | .493 | .391  | .775 | 7.9  | 3.2 | 0.8 | 1.2 | 11.9 |

## Auszeichnungen
- NBA Champion: 2024
- 5× NBA All-Star: 2010, 2011, 2015, 2016, 2018
- All-NBA Third Team: 2011
- NBA All-Defensive Second Team: 2018
- NBA All-Rookie First Team: 2008
- NBA All-Star Weekend Shooting Stars Competition-Champion: 2011